# 阿纳尔多·福拉尼
阿纳尔多·福拉尼（義大利語：Arnaldo Forlani，1925年12月8日—2023年7月6日），意大利天主教民主黨政治家，是意大利20世紀重要的政治人物之一。
阿纳尔多·福拉尼與天主教民主黨籍前總理朱利奥·安德莱奥蒂及意大利社會黨籍前總理贝蒂诺·克拉克西在二十世紀七八十年代，被喻為義大利「三頭政治」，簡稱CAF。
福拉尼雖然擔任總理的時間不長，但對意大利政府及政治有很大的影響力。他於1981年辭職，結束意大利天主教民主黨無間斷出任總理的局面。之後，1981－1987年意大利共和黨的乔瓦尼·斯帕多利尼及意大利社會黨籍的贝蒂诺·克拉克西先後出任總理。他於1983－1987年在克拉克西內閣中出任副總理。
1989－1992年任天主教民主党書記。